# Нове місто (Прага)

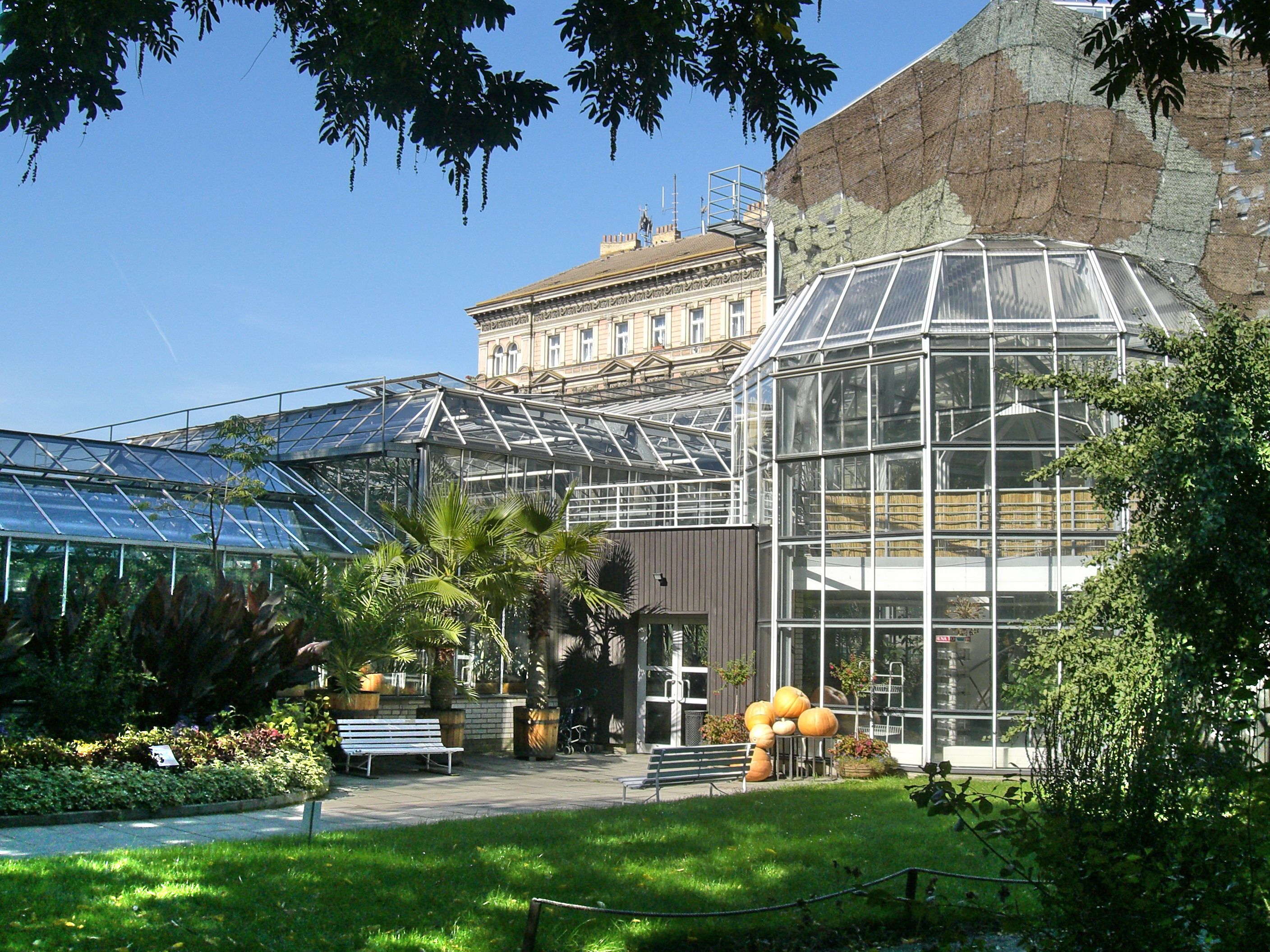
У Ботсаді Карлового університету

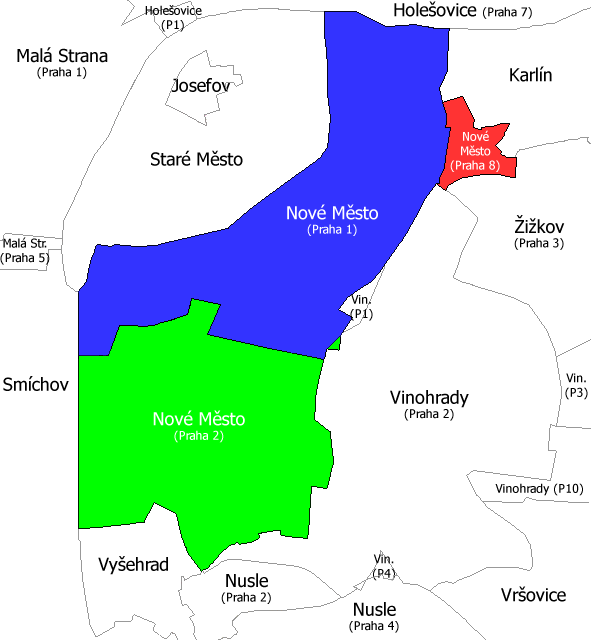
Нове Мєсто на мапі Праги

Нове́ мі́сто (чеськ. Nové Město) — один із історичних давніх районів столиці Чехії міста Праги, нині в його центральній частині.
Нове місто — це празький кадастровий квартал у складі міських адміністративних районів Прага 1, Прага 2 та Прага 8. Межує з такими кадастровими кварталами — Старе місто, Карлін, Жижков, Виногради, Нусле та Вишеград, а також Голешовиці та Сміхов (границя по річці). Із заходу та півночі примикає до річки Влтави.
Насправді Нове місто є старовинним історичним районом Праги — воно засноване в 1348 році королем Карлом IV на місці давніших поселень з метою об'єднати Старе місто та Вишеград. Головна забудова району, чия історія, таким чином нараховує шість з половиною століть, припала на XVIII—XIX й початок XX століття, із вкрапленнями, як давніших будівель, так і сучасних новобудов.
У Новому місті — діловий і торговельний центр столиці Чехії, тут розміщені численні державні органи й установи, заклади культури (Національний музей, Національний театр, Музей Праги, Музей Дворжака тощо), готелі, офіси провідних компаній, заклади торгівлі, ресторани тощо. 
Головні історико-архітектурні ансамблі та пам'ятки:
- Вацлавська площа;
  - Національний музей;
- Карлова площа; 
  - Новоміська ратуша;
  - Будинок Фауста;
  - Костел св. Ігнатія;
- Юнгманова площа;
  - Палац «Адрія»;
  - Костел Діви Марії Сніжної;
  - францисканські сади;
- Танцюючий дім;
- Православний собор св. Кирила та Мефодія;
- Національний проспект;
  - Національний театр;
  - Костел св. Урсули;
  - Універмаг «Май» (нині Tesco);
- історична пивниця «У Флеку»;
- Емауський монастир;
- Ботанічний сад Карлового університету;
- Вілла «Америка» (музей А.Дворжака)
- Ротонда св. Лонгіна